# Уэльс на «Детском Евровидении»
Уэльс 9 мая 2018 года объявил, что они дебютируют на Детском конкурсе песни Евровидение 2018 в Минске, Белоруссия. Лучший результат принесла юная певица Эрин Май Грув с песней «Calon yn Curo» в 2019 году — 18 место. Худший результат Уэльс получил в 2018 году с песней 	«Perta» — 20 (последнее место), которую исполнила певица Manw.

## История
Уэльс дебютировал на «Детском Евровидении — 2018», на котором страну представила Ману с песней «Perta», занявшая последнее (двадцатое) место с 29 баллами. Уэльс также продолжил своё участие на «Детском Евровидении — 2019», на котором Уэльс представила Эрин Мэй с песней «Calon yn Curo (Heart Beating)», занявшая 18 место с 35 баллами. В 2020 году Уэльс отказался от участия в конкурсе и не вернулся на «Детское Евровидение» по сей день.
В связи с тем, что Великобритания и британский телевещатель BBC в 2022 году вернулись на конкурс, Уэльс больше не мог принимать участие, так как является частью Великобритании. Однако, 21 июня 2024 года британский телевещатель BBC подтвердил, что страна не будет участвовать на «Детском Евровидении — 2024», что дало возможность Уэльсу вновь принять участие в конкурсе. В конце концов, в тот же день, 21 июня 2024 года, валлийский телевещатель S4C подтвердил, что не примет участие в конкурсе 2024 года. 
16 ноября 2024 года Ману, представительница Уэльса на «Детском Евровидении — 2018», заявила, что Уэльс «упустил возможность», не приняв участие в конкурсе 2024 года. Как она сказала в интервью валлийской телерадиокомпании S4C: «Я чувствую, что Уэльс упустил возможность продемонстрировать валлийский язык и молодые таланты на глобальном, современном уровне. Печально, что мы участвовали только дважды, прежде чем COVID-19 ударил и нарушил динамику». В ответ на слова певицы представитель S4C заявил, что решение британского телевещателя BBC, принятое в июне 2024 года, отказаться от участия в конкурсе «не дало S4C достаточно времени, чтобы изменить свои планы относительно участия в конкурсе», что может означать, что если бы BBC объявила о своем решении раньше, S4C смогла бы вернуться на конкурс в 2024 году.

## Участники
| Год                              | Место проведения | Исполнитель   | Песня           | Перевод         | Язык       | Место | Очки |
| -------------------------------- | ---------------- | ------------- | --------------- | --------------- | ---------- | ----- | ---- |
| 2018                             | Минск            | Ману          | «Perta»         | «Человек»       | Валлийский | 20    | 29   |
| 2019                             | Гливице          | Эрин Май Грув | «Calon yn Curo» | «Сердце бьётся» | Валлийский | 18    | 35   |
| Не участвовал с 2020 по 2024 год |                  |               |                 |                 |            |       |      |